# Leiodytes griseoguttatus
Leiodytes griseoguttatus is een keversoort uit de familie waterroofkevers (Dytiscidae). De wetenschappelijke naam van de soort is voor het eerst geldig gepubliceerd in 1893 door Régimbart.